# HDI-Arena
Il Niedersachsenstadion, dal 2013 HDI-Arena per ragioni di sponsorizzazione e già noto come AWD-Arena dal 2002 al 2013 per lo stesso motivo, è uno stadio di calcio di Hannover, in Germania. Dotato di una capienza di 49 200 posti, ospita le partite casalinghe dell'Hannover 96.

## Storia
L'impianto è stato costruito tra il 1952 e il 1954 con il nome di Niedersachsenstadion, mentre tra il 2002 e il 2013 era chiamato "AWD-Arena" in quanto il finanziamento ottenuto per la sua ristrutturazione era stato concesso dalla società finanziaria tedesca AWD (Allgemeine Wirtschaftsdienst AG). Ha ospitato incontri dei Mondiali di calcio del 1974 e degli Europei di calcio del 1988, oltre ad alcune partite della Confederations Cup 2005 e dei Mondiali di calcio 2006.

## Mondiali 1974
- Uruguay -  Paesi Bassi 0-0 (gruppo 3 - primo turno) il 15 giugno
- Uruguay -  Bulgaria 1-1 (gruppo 3) il 19 giugno
- Brasile -  Germania Est 2-1 (gruppo A - secondo turno) il 23 giugno
- Brasile -  Argentina 2-1 (gruppo A - secondo turno) il 26 giugno

## Europei 1988
- Spagna -  Danimarca 3-2 (gruppo A) l'11 giugno
- Unione Sovietica -  Irlanda 1-1 (gruppo B) il 15 giugno

## Mondiali 2006
Durante i Mondiali di calcio Germania 2006 verrà denominato "FIFA WM Stadion Hannover", in quanto la FIFA non permette alcun tipo di pubblicità nel nome degli stadi del mondiale.
- Italia -  Ghana 2-0 (gruppo E) il 12 giugno
- Messico -  Angola 0-0 (gruppo D) il 16 giugno
- Polonia -  Costa Rica 2-1 (gruppo A) il 20 giugno
- Svizzera -  Corea del Sud 2-0 (gruppo G) il 23 giugno
- Spagna -  Francia 1-3 (ottavi di finale) il 27 giugno